# Santosh Sivan
Santosh Sivan es un cinematógrafo y director del cine hindú. Es más conocido por The Terrorist (1998). Ha ganado muchos premios en la India y en el circuito internacional. Es hijo del director de documentales en malayalam Sivan y hermano de los directores Sangeeth y Sanjeev Sivan.
Debutó como director con La historia de Tiblu (1988). La película, de una hora de duración, fue la primera película en el idioma Idu Mishmi. Después de trabajar en varias películas en el cine malayalam rodó películas de cine en tamil, incluyendo el gran éxito Roja (1992). Empezó en la industria del cine de Bollywood con Barsaat (1995) y produjo el éxito de crítica The Terrorist (1999), que ganó 4 premios en festivales internacionales de cine. Malli (1998) logró buenas críticas y  se llevó los premios a la mejor película en el Festival Internacional de Cine de Cairo, el Festival de Cine Indio de Los Ángeles y los Premios Nacionales de Cine (de la India). Asoka, película basada en la vida del emperador maurya Aśoka, le ganó a Sivan el Premio Filmfare a la Mejor Fotografía y el Premio IIFA a la mejor fotografía. En 2007 se estrenó su corto en el canarés Prarambha (sobre el sida) financiada por la Fundación Bill y Melinda Gates y la película de época Antes de las lluvias.

## Filmografía

### Director
- Urumi (película) (2010)
- Tahaan (2008)
- Antes de las lluvias (2007)
- Prarambha (2007)
- Anandabhadram (2005)
- Navarasa (2005)
- Asoka (2001)
- The Terrorist (1999)
- Malli (1998)
- Halo (1996)
- La historia de Tiblu (1988)

### Cinematógrafo
- Urumi (película) (2010)
- Raavan / Raavanan (2010)
- The Mistress of Spices (Condimentos para el amor) (2006)
- Anandabhadram (2005)
- Silsilay (2005)
- Aparichithan (2004)
- Bodas y prejuicios (2004)
- Meenaxi: A Tale of Three Cities (2004)
- Tehzeeb (2003)
- Asoka (2001)
- Phir Bhi Dil Hai Hindustani (2000)
- Vanaprastham (2000)
- Fiza (2000)
- Pukar (2000)
- Dil Se (1998)
- Darmiyan (1997)
- Iruvar (1997)
- Halo (1996)
- Kalapani (1996)
- Nirnayam (1995)
- Barsaat (1995)
- Pavithram (1994)
- Gandarvam (1993)
- Roja (1992)
- Aham (1992)
- Yodha (1992)
- Thalapathi (1991)
- Perumthachan (1991)
- Indrajalam (1990)
- Rajavinte Makan (1989)
- GURU
- Nidhiyude Katha (1986)

### Guionista
- Tahaan (2008)
- Navarasa (2005)
- Asoka (2001)]
- The Terrorist (1998)
- Halo (1996)

### Actor
- Makaramanju - Raja Ravi Varma (2010)[4]

## Premios

### Premios Nacionales de Cine
- 1991 - Perumthachan (malayalam) – Mejor Fotografía
- 1996 - Kalapani (malayalam) – Mejor Fotografía
- 1996 - Halo - Mejor película para niños[1]
- 1998 - Iruvar (tamil) - Mejor Fotografía
- 1999 - Dil Se (hindi) - Mejor Fotografía

### Premios Filmfare
- 1999 - Dil Se - Mejor Fotografía
- 2001 - Halo -  Mejor Película (de los Críticos)
- 2002 - Asoka -  Mejor Fotografía

### Premios del Estado de Kerala
- 1992 - Aham -  Mejor Fotografía  (Color)
- 1996 - Kalapani -  Mejor Fotografía
- 1998  - Pavithram-  Mejor Fotografía
- 2005 - Anandabhadram -  Mejor Fotografía

### Otros premios
- 1998 - Malli - Mejor Director en el Festival Internacional de Cine de Cairo.
- 1998 - Malli - Pirámide de oro en el Festival Internacional de Cine de Cairo[5]
- 1999 - Malli - Premio del Jurado a la Mejor Película (segundo lugar) en el Festival Internacional de Cine de Chicago
- 1999 - The Terrorist - Gran Premio del Jurado en el Festival Internacional de Cinemanila
- 1999 - The Terrorist - Premio Lino Brocka a la Mejor Película en el Festival Internacional de Cinemanila
- 2000 - The Terrorist - Premio Poznan Goat al Mejor Director en el Festival Internacional de Ale Kino
- 2000 - The Terrorist - Premio Panorama del Jurado en el Festival Internacional de Cine de Sarajevo (mención honorífica)
- 2000 - Premio de Emerging Masters Showcase en el Festival Internacional de Cine de Seattle
- 2004 - Malli - Premio a la Mejor Película en el Festival de Cine Hindú de Los Ángeles
- 2005 - Meenaxi: A Tale of Three Cities - Premio Star Screen a la Mejor Fotografía
- 2005 - Meenaxi: A Tale of Three Cities - Premio Zee Cine a la Mejor Fotografía
- 2008 - Antes de las lluvias - Grand Award a la Mejor Película en el WorldFest Festival Internacional de cine de Houston